# Eulocastra seminigra
Eulocastra seminigra là một loài bướm đêm trong họ Noctuidae.